# Joseph Mattersberger
Joseph Mattersberger (* 13. März 1752 in Windisch-Matrei; † 10. November 1825 in Breslau) war ein österreichischer Bildhauer und Radierer.

## Leben
Joseph Mattersberger studierte von 1767 bis 1778 bei Johann Baptist von Hagenauer in Salzburg und Joseph Bergler in Passau Bildhauerei. Anschließend vertiefte er sechs Jahre lang seine Studien in Oberitalien, vor allem in Mailand bei Giovanni Franchi. In dieser Zeit entstanden sechs in Rom und Florenz prämierte Apostelfiguren, 18 Stuck-Statuen für den großen Saal der Mailänder Residenz und vier mythologische Kolossalfiguren, die er in Gips arbeitete.
Seit 1784 stand Mattersberger in Dresden im Dienst des russischen Gesandten Fürst Belosselski-Beloserski. In Lauchhammer gelang es ihm im gleichen Jahr im Auftrag des Grafen von Einsiedel zusammen mit Thaddäus Ignatius Wiskotschill, eine in Wachs ausgegossene antike Figur einer Bacchantin in Eisen zu gießen. Auch in den folgenden Jahren entwickelte er den Eisenkunstguss in Lauchhammer fort und schuf zahlreiche Abbildungen der Familie von Einsiedel.

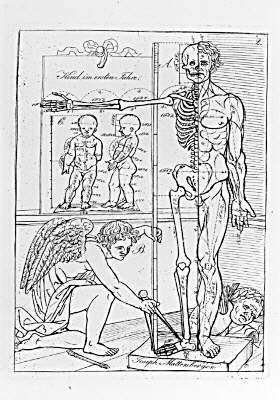
Mattersberger, Grundregel der Proportion des Menschen
Tafel 2: Kind im ersten Jahre

Ab etwa 1794 war er unter Katharina II. Hofbildhauer in Moskau und Sankt Petersburg und modellierte zahlreiche Statuen, die in den kaiserlichen Residenzen und Lustschlössern in Marmor ausgeführt wurden.
Ab 1799 hielt sich Mattersberger hauptsächlich in Breslau auf und unterrichtete dort ab 1800 (seit 1805 als Professor) Ton- und Wachsmodellieren, Holzschnitzerei und Aktzeichnen an der Kunst-, Bau- und Handwerkerschule. Hier entstand seine Grundregel der Proportion des Menschen von 1 bis 24 Jahren nach den Antiken, in der er 22 Figuren auf elf Tafeln „in derben, sogenannten Bildhauerstrichen“ ausführt und verschiedenen Altersstufen unterschiedliche Proportionen zuordnet; dabei greift er auf die antiken Darstellungen, aber auch auf Michelangelo, Leonardo da Vinci und Raffael zurück. Auch in Prag wurden anschließend diese Tafeln als Lehrmaterial verwendet.

## Werke
- Büste des Detlev Carl von Einsiedel in Lauchhammer
- Grabdenkmal des Magister Hermann (2 Figuren, Tugend und Genius, in Stuck) in Fördergersdorf
- Zeichnung Immanuel Kants (1799)
- Büste des Schauspielers August Wilhelm Iffland (1799)
- Marmorbüste von Georg Gustav Fülleborn (Professor am Gymnasium in Breslau) (1806)
- Apostel Petrus und Paulus in der St.-Matthias-Kirche Breslau (Altar) (1818)
- Grundregel der Proportion des Menschen von 1 bis 24 Jahren nach den Antiken. 1805 (Online-Ressource)